# リサの妖精伝説
『リサの妖精伝説』 （リサのようせいでんせつ） は、コナミ（現・コナミデジタルエンタテインメント）が1988年6月21日に発売したメディアミックス・アドベンチャーゲームである。　キャッチ・コピーは『あなたの勇気と知恵を、理佐にください。』

## 概要
本作では当時人気アイドルだった立花理佐が本人役で登場する。
任天堂より発売され、中山美穂を起用した『中山美穂のトキメキハイスクール』（1987年）に続く、アイドルを実名で主人公にした第2弾のディスクシステムゲームソフトでもある。
主人公プレイヤー・ボク（名前を付けられる）とともに、世界を暗闇に閉ざそうとする暗闇の魔女を倒すため、平和のしるしのハープ・正義のしるしの聖剣・愛のしるしの宝石を探しながらおとぎ話の世界を冒険する。
また、歌詞と振り付けにゲームのヒントを織り交ぜた立花の6thシングル『リサの妖精伝説 -FAIRY TALE-』が同年7月13日にイメージソングとして東芝EMI（現・ユニバーサル ミュージック合同会社）よりリリースされたり、ゲーム進行中画面に電話番号が現れてヒントを教える、期間限定のテレホンサービスを実施したりするなど、メディアミックス展開された。
なお通常の黄色いディスクカードではなく青いカードで発売されたものの、ディスクファックスとの連動は無かった（青いディスクカードで唯一、任天堂が開発・販売していないソフトである）。

## ゲーム内容
ゲームシステムはコマンド選択方式となっている。

### コマンド一覧
以下のコマンドを使用してゲームを進行していく。また、ゲームを中断する場合は「START」ボタンを押す事で「せーぶする」「せーぶしない」のコマンドが表示され、「せーぶする」を選択する事でゲームの進行状況をセーブする事ができる。 
| No. | コマンド名 | 解説                                   |
| --- | ---------- | -------------------------------------- |
| 1   | みる       | 周辺を見る時に使用する。               |
| 2   | とる       | 周辺にある物を取る時に使用する。       |
| 3   | はなす     | 周辺の人物と会話する時に使用する。     |
| 4   | わたす     | 周辺の人物に持ち物を渡す時に使用する。 |
| 5   | つかう     | 持ち物を使う時に使用する。             |
| 6   | もちもの   | 所持品を確認する時に使用する。         |
| 7   | いどう     | 他の場所に移動する時に使用する。       |

## 設定

### ストーリー
立花理佐の大ファンである主人公が、理佐のコンサートを観覧していた時、突如空が曇り、雷鳴が轟き始め周辺が真っ暗になってしまった。ふと気が付くと、そこは見知らぬ世界であり、主人公は理佐と二人きりになったのであった。そこへ、理佐とそっくりな光の妖精が現れる。
妖精は二人に世界を救ってほしいと訴えかける。その世界は暗闇の魔女によって悪の世界へと変えられようとしていた。平和な世界に戻すためには、世界の3つの象徴を集め魔女を倒すしかない。そうしなければ、主人公たちも元の世界へと戻ることができないと分かる。
主人公は理佐とともに冒険の旅へと出発するのだった。

### ステージ構成
全4章構成。
第1章 - 冬に閉ざされた街・トリーズの町
マッチ売りの少女が登場する。
このステージに登場する町長・ブラーク邸のワイン貯蔵庫に出没する大ネズミを退治し、行方不明になっている町長の娘・ルイータを捜し出し、町長が持つ平和のしるしのハープを手に入れる。
第2章 - 森 → 天空の森
金の斧に登場する泉の精、ヘンゼルとグレーテルに登場するお菓子の家と魔法使いのおばあさんも登場する。また、ジャックと豆の木のように、このステージで出会った男が持つ豆とプレイヤーが持つ牛とを交換し、植えた豆が目の前で見る見るうちに成長する場面があるが、成長するのは蔓ではなく天空世界へと続く巨大なエレベーターである。それ以外にもユニコーンや、不思議の国のアリスを彷彿させるウサギ・ロイドが登場する。
第3章 - 海 → 海の中の神殿
上半身は人間で下半身は魚の姿をした人魚姫と、頭髪が無数の毒蛇の姿をしたメデューサが登場する。そして、メデューサは海の中の神殿で聖剣を守っている。
空を飛行中に突然のスコールに見舞われ、主人公とリサは海上で離れ離れになってしまう。そこへ、浦島太郎を彷彿させるウミガメ（ゲームマニュアル本においての表記は「カメ」）が溺れたリサを救出する。このウミガメは関西弁を話す。そしてこのウミガメから行方不明になっている人魚姫を捜してくれるよう頼まれる。
主人公とリサとウミガメが海中を泳いでいると、メデューサによって石の姿に変えられた人魚姫を発見する。石像に変えられた人魚姫の胸元に光るもの（ペンダント）を発見するが、それはかつてリサがトリーズの町でマッチ売りの少女が持つマッチと交換したリサのペンダントであった。
主人公とリサは、メデューサを倒して聖剣を手に入れ砂浜へと上陸すると、リサが白雪姫のように毒リンゴを口にして暗闇の魔女・デリラによって連れ去られてしまう。
第4章 - イバラの道 → 暗闇の魔女の城
暗闇の魔女の城への道には頑丈なイバラが張り巡らされている。
暗闇の魔女の城では、デリラにより自身たちの影を奪われ幽閉された魔物たちの影を開放し、デリラに連れ去られたリサを救出すると同時に最終決戦へと臨む。また、尻尾が鍵の形状をしたトカゲが登場し、主人公にクイズを出題してくる。
主人公が最上階のデリラの部屋へと辿り着くと、眠っているリサとともにデリラが鏡の中へと消えてしまう。主人公は鏡に飛び込み、鏡の中の世界で二人のリサに遭遇するが、裸足のリサの足にリサが履いていたプリズム色のハイヒールをどちらか一人に履かせなければならない。本物のリサであれば、シンデレラのようにぴったりとサイズが合うが、もう一人のリサの姿に変身したデリラにはサイズが合わない。
リサを救い出し鏡の世界から抜け出すと、傷を負ったデリラの姿が消えているが、同室の“ある物”に姿を変えて潜んでいる。デリラの魔力により急激に力を吸い取られていく主人公とリサは、ハープと宝石と聖剣を使い、デリラを倒し暗闇の魔女の城は崩壊し、現世界へと戻りエンディングを迎える。

## 登場キャラクター

### 味方
- 主人公 （名前を登録するとリサが名前で呼びかける）
- 立花理佐ちゃん （ゲームマニュアル本の表記はほかにも「リサ」とされている）
- 光の妖精
- 町のおじさん
- マッチ売りの少女
- 図書館のおじいさん
- トリーズの町の町長・ブラーク
- ブラークの娘・ルイータ
- マッチの精
- かえる
- 図書館のネズミ
- ルイータの飼い猫
- 商人
- カニ
- ユニコーン
- 泉の精
- 牛
- うさぎ・ロイド
- カメ
- 人魚姫
- モグラ

### 敵（危害を加えないものも含む）
- 大ネズミ
- 魔法使いのおばあさん
- サメ
- メデューサ
- ワニ
- 魔女の手下たち
- 手下の影たち
- トカゲ
- 暗闇の魔女・デリラ

## スタッフ
- プログラム：にゃんにゃんまつおか（松岡伸浩）、ぶんぶんむらた（村田司朗）
- シナリオ：すみじぃーひろみ
- デザイン：はんじゅくじゅり、きみしょー、すーぷらむしーに
- サウンド：らっしゃーさかもと（坂元信也）、まいけるまえざわ（前沢秀憲）、すけのみやふじお（藤尾敦）、きようへいさだ（禎清宏）、おれんじむらた（村田幸史）、もりもりゆきえ（森本ゆきえ）、とざんやまね（山根ミチル）
- ビジュアルデザイン：けんちゃん（霜出健治）、とっちゃん

## 評価
- ゲーム誌『ファミコン通信』の「クロスレビュー」では6・6・7・6の合計25点（満40点）となっている[1]。

- ゲーム誌『ファミリーコンピュータMagazine』の読者投票による「ゲーム通信簿」での評価は以下の通り15.70点（満25点）となっている[2]。

| 項目 | キャラクタ | 音楽 | 操作性 | 熱中度 | お買得度 | オリジナリティ | 総合  |
| 得点 | 3.40       | 3.20 | 3.10   | 3.10   | -        | 2.90           | 15.70 |

- ゲーム誌『ユーゲー』では、「コンサート中の落雷により2人きりで異世界に迷い込むという、遊んでいるほうが恥ずかしくなる展開で物語は進行」、「さまざまな意味で、時代を象徴した作品なのは確か」と評している[3]。